# Sydney Open 1995
Die Sydney Open 1995 im Badminton fanden vom 6. bis zum 8. Oktober 1995 in Sydney statt. Das Turnier wurde als 2-Sterne-Turnier in der Grand-Prix-Wertung eingestuft.

## Sieger und Platzierte
| Disziplin    | Gold                            | Silber                       | Bronze                             |
| ------------ | ------------------------------- | ---------------------------- | ---------------------------------- |
| Herreneinzel | Nunung Subandoro                | Setiadi Hartono              | Hery Gunawan                       |
| Herreneinzel | Nunung Subandoro                | Setiadi Hartono              | Tan Sian Peng                      |
| Dameneinzel  | Han Jingna                      | Silvia Anggraini             | Song Yang                          |
| Dameneinzel  | Han Jingna                      | Silvia Anggraini             | Yuni Kartika                       |
| Herrendoppel | Davis Efraim Halim Haryanto     | Cuncun Haryono Ade Lukas     | Patrick Lau Kim Pong Tan Sian Peng |
| Herrendoppel | Davis Efraim Halim Haryanto     | Cuncun Haryono Ade Lukas     | Yap Yee Guan Yap Yee Hup           |
| Damendoppel  | Peng Xinyong Zhang Jin          | Carmelita Eti Tantra         | Emma Ermawati Indarti Issolina     |
| Damendoppel  | Peng Xinyong Zhang Jin          | Carmelita Eti Tantra         | Tammy Jenkins Rhona Robertson      |
| Mixed        | Halim Haryanto Indarti Issolina | Peter Blackburn Rhonda Cator | Vera Octavia Imam Tohari           |
| Mixed        | Halim Haryanto Indarti Issolina | Peter Blackburn Rhonda Cator | Amanda Hardy Paul Stevenson        |